# ICM Registry
ICM Registry es la empresa registradora del dominio de nivel superior patrocinado (sTLD) «.xxx», que está diseñado para la comunidad adulta. El ICM Registry opera desde Palm Beach Gardens, Florida, Estados Unidos y es propiedad de Stuart Lawley.

## Historia
El 18 de marzo de 2011 la junta de la ICANN voto para aprobar el sTLD «.xxx» que entró en funcionamiento el 15 de abril de 2011.
El 12 de abril de 2012 el ICM Registry anunció que había solicitado los dominios de nivel superior «.sex», «.porn» y «.adult».